# Unryū
L'Unryū (雲龍, Dragon des nuages) est un porte-avions construit pour la Marine impériale japonaise durant la Seconde Guerre mondiale. Navire de tête de sa classe, il entre en service le 6 août 1944 ; le 19 décembre, l'Unryū est coulé par le sous-marin américain USS Redfish au large de Shanghai, emportant avec lui plus de 1 200 hommes.

## Conception
Le projet Unryū fait partie du programme de guerre 1941-42 et est basé sur les Sōryū et Hiryū. À la différence des unités de la classe Shōkaku, elles aussi basées sur le Sōryū, il est prévu que la classe Unryū ait un déplacement moins important afin d'être moins coûteux à la construction. Lorsque la Seconde Guerre mondiale éclate, ce projet retient ainsi l'attention du commandement japonais qui le trouve adéquat pour une production en série. Alors que deux navires étaient prévus à l'origine, ce sont finalement sept porte-avions (puis huit supplémentaires) qui sont commandés en 1942. En réalité sur ces 15 navires, seuls 6 sont mis en chantier, et 3 sont terminés.
L'Unryū respecte à la lettre le programme prévu au départ. Afin de compenser les dimensions de la superstructure, la coque est conçue de manière asymétrique : le côté bâbord est plus éloigné du centre du navire que du côté tribord. Le blindage est globalement le même que celui du Sōryū, et la protection sous-marine est améliorée grâce à une meilleure disposition des compartiments étanches et l'ajout de cloisons longitudinales de 50 mm ; le blindage des soutes à munition est aussi renforcé et les réservoirs à carburant aviation sont protégés par une couche de béton. Malgré tout, le porte-avions est peu protégé, résultat des contraintes dues au faible déplacement du navire. Il dispose de 2 ascenseurs et d'un pont d'envol mesurant 216 m sur 27 m.
Les machines de l'Unryū, comme sur les Sōryū et Hiryū, sont les mêmes que celles du croiseur lourd Suzuya, contrairement à ses sister-ships Katsuragi et Aso qui, par manque de matériel, se verront affubler d'une paire de machines de destroyers. Ces deux navires auront ainsi une puissance réduite d'un tiers et une vitesse maximale inférieure de 2 nœuds (3,7 km/h).
À l'origine, il était prévu que les navires de la classe aient un armement commun de 51 canons de 25 mm réparties en 17 tourelles triples, mais ce n'est finalement pas le cas : l'Unryū est ainsi équipé de six tourelles doubles de canons de 127 mm et de 21 tourelles triples de canons de 25 mm.

## Histoire
La construction de l'Unryū commence le 1er août 1942 à l'arsenal naval de Yokosuka ; lancé le 25 septembre 1943, il est armé le 6 août 1944. Il rejoint l'Amagi dans la 3e Flotte. Le mois d'août est alors consacré à des essais en mer dans la baie de Tokyo. En septembre, le porte-avions rejoint ensuite Kure et commence à patrouiller dans la zone. Il est brièvement le navire amiral de la « Force mobile », du 30 octobre au 7 novembre de cette année. La dissolution de cette flotte le 15 novembre marque le déclin du Service aérien de la Marine impériale japonaise, qui sera abandonné début 1945.
Le 17 décembre, l'Unryū appareille de Kure en direction de Manille, avec à son bord trente avions suicide Okha. Deux jours plus tard, alors qu'il est à 200 milles marins (370 km) au large de Shangaï, le porte-avions est attaqué par le sous-marin américain USS Redfish. Touché par deux torpilles, il coule rapidement, emportant avec lui plus de 1 200 hommes.